# Месечев Витез (мини-серија)
Месечев Витез (енгл. Moon Knight) је америчка стриминг мини-серија, креирана за Дизни+, заснована према истоименом Марвеловом лику. Смештена је у Марвелов филмски универзум и дели континуитет са филмовима овог серијала. Продукцију серије је радио Марвел студио, са Џеремијем Слејтером као главим писцем.
Насловну улогу тумачи Оскар Ајзак као Марк Спектор / Стивен Грант / Месечев Витез. Серија је најављена у августу 2019, док је Слејтер унајмљен у новембру исте године. Мохамед Дијаб је најављен као режисер неколико епизода у октобру 2020, а режисерски дуо, Џастин Бенсон и Арон Мурхед, се придружио у јануару 2021. године, када је и Ајзак потврђен као главни глумац. Снимање је почело у априлу исте године у Будимпешти, а серија је такође снимана у Јордану, Словенији и Атланти.
Серија је премијерно емитована од 30. марта до 4. маја 2022. године и састоји се од 6 епизода. Добила је позитивне критике критичара, који су нарочито похвалили Ајзакову и Хокову глуму, као и мрачнији тон у поређењу са претходним серијама Марвеловог филмског универзума.

## Радња
Марк Спектор, плаћеник који пати од дисоцијативног поремећаја идентитета, увучен је у смртоносну мистерију која укључује египатске богове, са својим вишеструким идентитетима, као што је Стивен Грант.

## Улоге
| Глумац           | Улога                                                    |
| ---------------- | -------------------------------------------------------- |
| Оскар Ајзак      | Марк Спектор / Стивен Грант / Џејк Локли / Месечев Витез |
| Меј Каламави     | Лејла Ел-Фаули                                           |
| Ф. Мари Ејбрахам | Коншу (глас)                                             |
| Итан Хок         | Артур Хароу                                              |
| Гаспар Улијел    | Антон Могарт                                             |

## Епизоде
| Бр. еп. | Наслов                | Редитељ                     | Сценариста                                    | Премијера       |
| --- | --------------------- | --------------------------- | --------------------------------------------- | --------------- |
| 1 | Проблем златне рибице | Мохамед Дијаб               | Џереми Слејтер                                | 30. март 2022.  |
| Стивен Грант је радник Британског музеја у Лондону и прижељкује позицију кустоса на делу за историју старог Египта. Након што једне вечери оде на спавање, он се буди у аустријским Алпима и сведочи сусрету култа који предводи Артур Хароу. Хароу од њега захтева скарабеј за који Грант ни не зна да поседује. Након покушаја бекства и неколико губитака свести уз звуке у глави, Грант се буди у свом стану безбедан. Грант схвата да је прошло два дана од када је отишао на спавање. Он налази скривен мобилни телефон у стану заједно са кључем за који не зна шта отвара. Преко телефона добија позив од жене по имену Лејла која га ословљава са „Марк”. Следећег дана, Грант се среће са Хароуом који му открива да је он слуга египатске богиње Амит. Грант бежи од Хароуа, али остаје на послу прековремено због претходних кашњења. Створење налик шакалу напада Гранта, али његов одраз у огледалу затражи контролу над телом и након што Грант пристане, трансформише се у маскираног борца који убија створење. |                       |                             |                                               |                 |
| 2 | Призови одело         | Арон Мурхед и Џастин Бенсон | Мајкл Кастелеин                               | 6. април 2022.  |
| Грант је оптужен за штету изазвану борбом јер се на снимцима не виде никакве натприродне појаве. Он користи кључ да откључа складиште у коме се налази скарабеј. Грант води разговор са својим одразом, Марком, плаћеником са америчким нагласком, тренутним аватаром египатског бога Коншуа. Грант се среће са Лејлом, женом Марка Спектора, која није свесна Грантовог постојања пре него што га полицајци који раде за Хароа ухапсе. Хароу прича Гранту да је он био Коншуов претходни аватар пре него што је одлучио да постане поклоник богињи Амит. Хароу захтева скарабеј неопходан за налажење Амитине гробнице са циљем да је васкрсне. Лејла спасава Гранта, али Хароу призива новог шакала. Грант успева да призове своје одело, али оно му не помаже у борби и приморан је да контролу препусти Спектору. Спектор убије створење, али Хароу долази до скарабеја. Коншу прети Спектору да ће преузети Лејлу за свој наредни аватар уколико не поврати скарабеј.                                                       |                       |                             |                                               |                 |
| 3 | Пријатељски тип       | Мохамед Дијаб               | Бо Демајо, Питер Камерон и Сабир Пирзада      | 13. април 2022. |
| Хароу стиже до Амитине гробнице заједно са својим присталицама. За то време, у Каиру, и Спектор и Грант имају рупе у сећању док откривају Хароувову локацију. Након што Коншу не успе да сазна где се Хароу налази, он сазива савет богова и њихових аватара да би их упозорио на опасан план за ослобађање Амит, али Хароу убеди богове да то није истина. Јацил, аватар богиње Хатор, упути Спектора ка саркофагу меџаја који је знао где је Амит сахрањена. Лејла и Спектор одлазе код Антона Могарта, човека у чијем је власништву тражени саркофаг. Хароу стиже до Могарта и уништи саркофаг што примора Лејлу и Марка да побегну у пустињу. Грант преузима контролу над телом и саставља звездану мапу од делова преосталих након уништења саркофага. Коншу користи своју моћ да на кратко преуреди звездано небо тако да изгледа исто као на дан када је мапа записана. Остали богови, по упозорењу које су дали Коншуу, затварају га у камен као казну за мешање у живот смртника, остављајући Спектора без моћи.        |                       |                             |                                               |                 |
| 4 | Гробница              | Џастин Бенсон и Арон Мурхед | Алекс Минехан, Питер Камерон и Сабир Пирзада  | 20. април 2022. |
| Грант и Лејла долазе до напуштеног кампа у близини Амитине гробнице, која се налази у лавиринту у облику Ока Хоруса. Лејла улази у борбу са непознатим чудовиштима и успе да их порази, али наилази на Хароуа који јој открива да је Спектор један од плаћеника одговорних за смрт њеног оца, Абдулаха Ел-Фаулија. Грант налази гробницу и открива да је последњи Амитин аватар био Александар Македонски. Грант узима статуу богиње Амит која је попут Коншуа затворена у камен. Лејла упита Спектора о смрти свог оца и овај јој призна да је његов партнер тај који је убио Ел-Фаулија пре него што је пуцао и на Спектора чији живот је поштедео Коншу. Хароу стиже до гробнице и пуца у Спектора који пада у амбис и буди се у психијатријској болници. Након разговора са Хароуом, који представља психијатра, Спектор налази Гранта у другом, идентичном телу у једном саркофагу. Они налазе други саркофаг у ком је неко такође заточен пре него што их поздрави хуманоидна женка нилског коња.                          |                       |                             |                                               |                 |
| 5 | Лудница               | Мохамед Дијаб               | Ребека Кирш и Метју Ортон                     | 27. април 2022. |
| Хуманоидна женка нилског коња заправо је Таварет, египатска богиња плодности и деце. Таверет објашњава обојици да је установа у којој се они налазе замена за брод који плови реком Дуат, загробним животом у религији древног Египта. Таварет мери тежину њихових срца на „скали правде” како би их послала у поља трске, али скала није уравнотежена због неистражених сећања. Грант види Спекторову успомену на трагично настрадалог млађег брата, Рендала, и терор њихове мајке која је кривила Марка за несрећу. Спектор и Грант убеде Таварет да им помогне у борби против Хароуа и Амит и она окреће брод ка Озирисовим вратима. Спектор објасни да је створио Гранта као одговор на злостављање које је мајка вршила над њим. Њих двојица налазе свој мир, али скала није заустављена и непријатељски духови нападају брод. Током борбе, Грант се жртвује за Марка и пада са брода у Дуат, постајући песак. Скала се зауставља, а Грант се буди у пољу трске.                                                            |                       |                             |                                               |                 |
| 6 | Богови и чудовишта    | Мохамед Дијаб               | Џереми Слејтер, Питер Камерон и Сабир Пирзада | 4. мај 2022.    |
| Хароу ослобађа Амит из камена и убије аватаре осталих богова. Лејла налази Коншуову статуу и ослобађа га. Спектор одбије да остане на пољу трске и враћа се на Дуат да би спасао Гранта. Уз помоћ Таварет, они пролазе кроз Озирисова врата и буде се у свом заједничком телу. Коншу поново осети Спекторово присуство који враћа своје моћи. Лејла постаје привремени аватар Таварет и добија своје моћи у борби са Амит. Хароу надјача Спектора и Гранта, али нови губитак свести за обојицу резултује победом над Хароуом. Спектор и Лејла затворе Амит у Хароуово тело, али Спектор одбије да изврши егзекуцију над Хароуом. Спектор се поново нађе у „болници” и одлучи да настави са својим нормалним животом. У завршним сценама, Хароуа на Коншуов наговор убије Џејк Локли, још један од личности које Спектор носи у свом телу, а који још увек ради за Коншуа. |                       |                             |                                               |                 |